# 京都大學大學院理學研究科附屬地球熱學研究設施

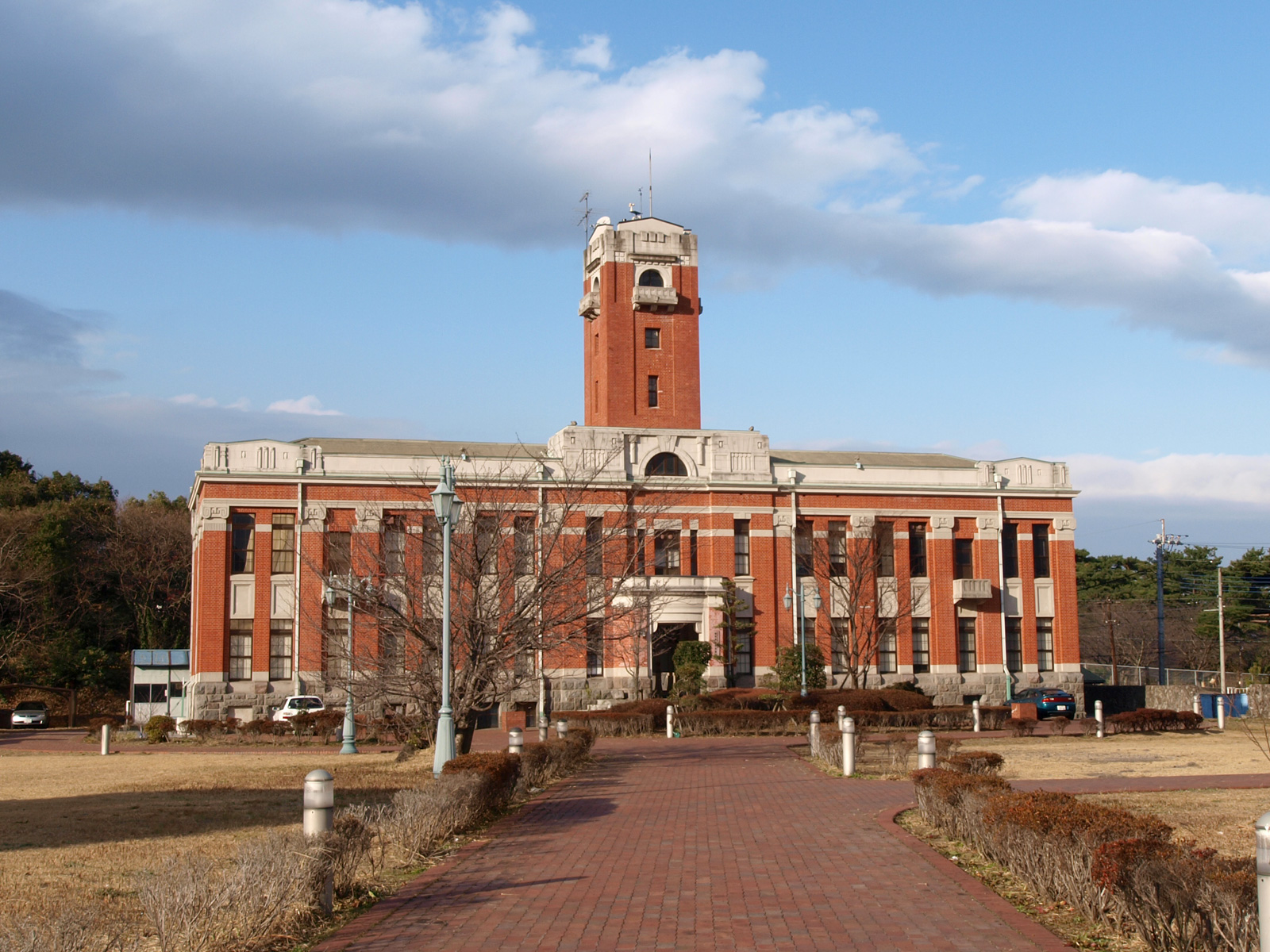
京都大學理學研究科附屬地球熱學研究設施

京都大學大學院理學研究科附屬地球熱學研究設施（日语：／）位於日本大分縣別府市，為隸屬於京都大學理學研究科的研究機構，成立於1923年（大正12年）12月。負責火山、地熱、溫泉的研究和教育。除了本部外，火山研究中心位於熊本縣阿蘇郡南阿蘇村，並在大分縣和熊本縣境內設有觀察設施。

## 建築
位於別府市的主樓於1923年啟用，為地上2層、地下1層的磚造建築，由永瀬狂三設計，1997年（平成9年）6月12日登錄為登錄有形文化財。

## 外部連結
- 京都大学地球熱学研究施設 （页面存档备份，存于） （日語）（英文）

33°17′3.42″N 131°29′8.54″E / 33.2842833°N 131.4857056°E